# Mistrzostwa Ameryki U-20 w Piłce Ręcznej Kobiet 2016
Mistrzostwa Ameryki U-20 w Piłce Ręcznej Kobiet 2016 – jedenaste mistrzostwa Ameryki U-20 w piłce ręcznej kobiet, oficjalny międzynarodowy turniej piłki ręcznej o randze mistrzostw kontynentu organizowany przez PATHF mający na celu wyłonienie najlepszej złożonej z zawodniczek do lat dwudziestu żeńskiej reprezentacji narodowej w Ameryce. Odbył się w dniach 15–19 marca 2016 roku w Foz do Iguaçu. Tytułu zdobytego w 2014 roku broniła reprezentacja Brazylii.
Prawa do organizacji turnieju zostały przyznane Brazylii na początku roku 2016. Mistrzostwa były jednocześnie eliminacjami do MŚ 2016, a kwalifikację uzyskali medaliści zawodów – Brazylia, Argentyna i Chile.

## Mecze
| 15 marca 201616:00 | Chile U-20 | 32:31(17:14) | Urugwaj U-20 | Polideportivo, Foz do Iguaçu |
| 15 marca 201616:00 |            | 32:31(17:14) |              | Polideportivo, Foz do Iguaçu |

| 15 marca 201618:00 | Argentyna U-20 | 40:13(22:6) | Kanada U-20 | Polideportivo, Foz do Iguaçu |
| 15 marca 201618:00 |                | 40:13(22:6) |             | Polideportivo, Foz do Iguaçu |

| 15 marca 201620:00 | Brazylia U-20 | 38:18(19:10) | Paragwaj U-20 | Polideportivo, Foz do Iguaçu |
| 15 marca 201620:00 |               | 38:18(19:10) |               | Polideportivo, Foz do Iguaçu |

| 16 marca 201616:00 | Argentyna U-20 | 33:22(15:10) | Chile U-20 | Polideportivo, Foz do Iguaçu |
| 16 marca 201616:00 |                | 33:22(15:10) |            | Polideportivo, Foz do Iguaçu |

| 16 marca 201618:00 | Paragwaj U-20 | 39:32(21:16) | Urugwaj U-20 | Polideportivo, Foz do Iguaçu |
| 16 marca 201618:00 |               | 39:32(21:16) |              | Polideportivo, Foz do Iguaçu |

| 16 marca 201620:00 | Brazylia U-20 | 43:8(18:6) | Kanada U-20 | Polideportivo, Foz do Iguaçu |
| 16 marca 201620:00 |               | 43:8(18:6) |             | Polideportivo, Foz do Iguaçu |

| 17 marca 201616:00 | Argentyna U-20 | 31:23(17:14) | Urugwaj U-20 | Polideportivo, Foz do Iguaçu |
| 17 marca 201616:00 |                | 31:23(17:14) |              | Polideportivo, Foz do Iguaçu |

| 17 marca 201618:00 | Paragwaj U-20 | 36:23(16:13) | Kanada U-20 | Polideportivo, Foz do Iguaçu |
| 17 marca 201618:00 |               | 36:23(16:13) |             | Polideportivo, Foz do Iguaçu |

| 17 marca 201620:00 | Brazylia U-20 | 33:21(17:7) | Chile U-20 | Polideportivo, Foz do Iguaçu |
| 17 marca 201620:00 |               | 33:21(17:7) |            | Polideportivo, Foz do Iguaçu |

| 18 marca 201616:00 | Urugwaj U-20 | 26:24(12:11) | Kanada U-20 | Polideportivo, Foz do Iguaçu |
| 18 marca 201616:00 |              | 26:24(12:11) |             | Polideportivo, Foz do Iguaçu |

| 18 marca 201618:00 | Chile U-20 | 32:26(17:15) | Paragwaj U-20 | Polideportivo, Foz do Iguaçu |
| 18 marca 201618:00 |            | 32:26(17:15) |               | Polideportivo, Foz do Iguaçu |

| 18 marca 201620:00 | Brazylia U-20 | 27:25(12:10) | Argentyna U-20 | Polideportivo, Foz do Iguaçu |
| 18 marca 201620:00 |               | 27:25(12:10) |                | Polideportivo, Foz do Iguaçu |

| 19 marca 201614:00 | Chile U-20 | 32:17(18:9) | Kanada U-20 | Polideportivo, Foz do Iguaçu |
| 19 marca 201614:00 |            | 32:17(18:9) |             | Polideportivo, Foz do Iguaçu |

| 19 marca 201616:00 | Argentyna U-20 | 29:18(13:11) | Paragwaj U-20 | Polideportivo, Foz do Iguaçu |
| 19 marca 201616:00 |                | 29:18(13:11) |               | Polideportivo, Foz do Iguaçu |

| 19 marca 201618:00 | Brazylia U-20 | 39:27(23:10) | Urugwaj U-20 | Polideportivo, Foz do Iguaçu |
| 19 marca 201618:00 |               | 39:27(23:10) |              | Polideportivo, Foz do Iguaçu |